# Atheta puncticollis
Atheta puncticollis är en skalbaggsart som beskrevs av Benick 1938. Atheta puncticollis ingår i släktet Atheta, och familjen kortvingar. Arten är reproducerande i Sverige.